# Schulgasse 8a (Bad Kissingen)

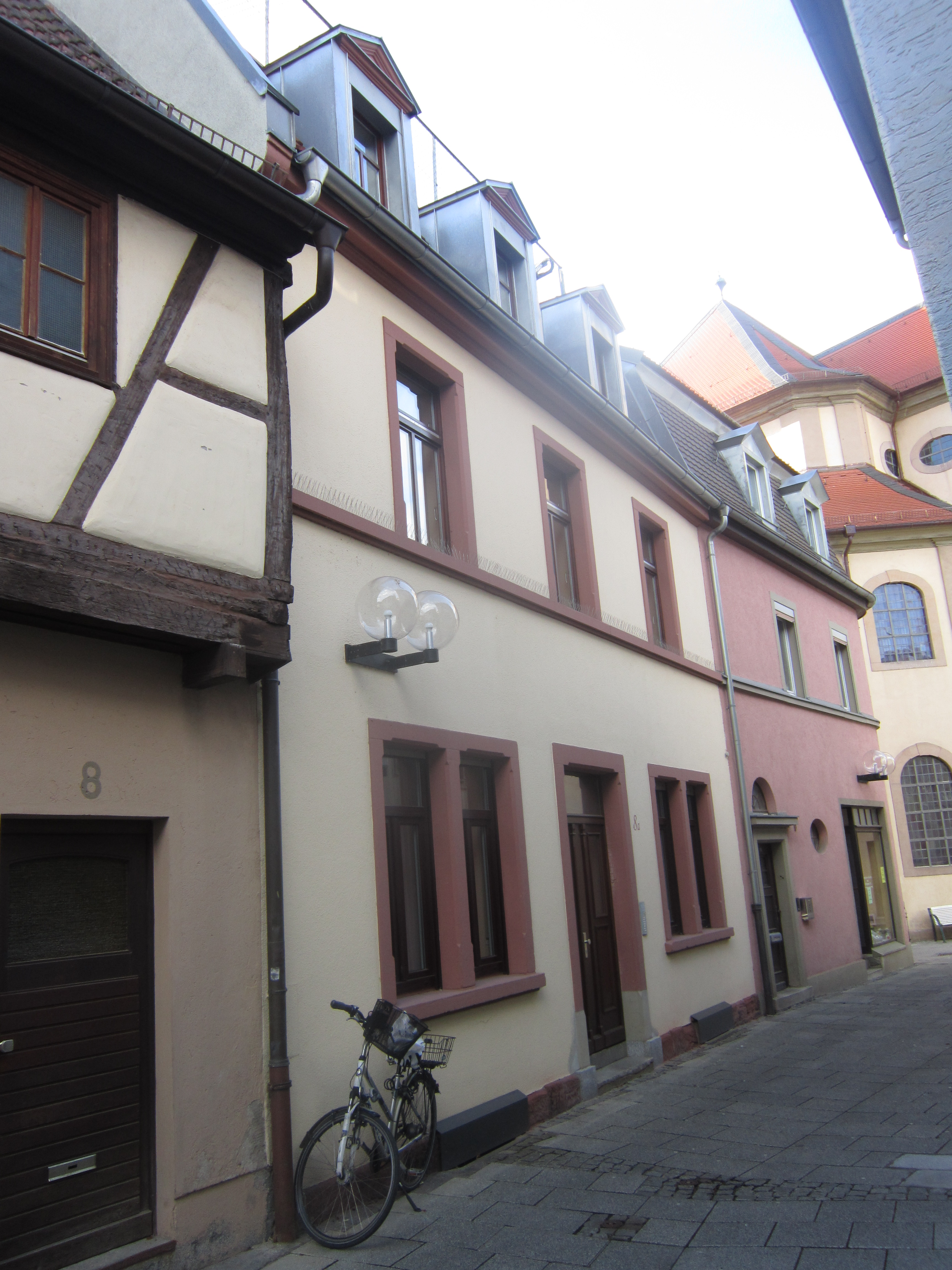
Schulgasse 8a in Bad Kissingen

Das Gebäude Schulgasse 8a in Bad Kissingen, der Großen Kreisstadt des unterfränkischen Landkreises Bad Kissingen, gehört zu den Bad Kissinger Baudenkmälern und ist unter der Nummer D-6-72-114-96 in der Bayerischen Denkmalliste registriert.

## Geschichte
Das Anwesen entstand im frühen 19. Jahrhundert als zweigeschossiger Satteldachbau. Das Obergeschoss ist seit seiner Entstehung mit Fachwerk ausgestattet; das Erdgeschoss wurde zwischenzeitlich verändert.
Das ehemalige Wohnhaus ist heute ein Nebengebäude.